# العلاقات الأمريكية الجزائرية
العلاقات الجزائرية الأمريكية هي العلاقات الدولية القائمة بين جمهورية الجزائر الديمقراطية الشعبية و‌الولايات المتحدة الأمريكية. ففي شهر يوليو من عام 2001، أصبح الرئيس عبد العزيز بوتفليقة أول رئيس جزائري يزور البيت الأبيض منذ عام 1985. وهذه الزيارة التي أعقبها اجتماع ثان في نوفمبر 2001، ومشاركة الرئيس بوتفليقة في قمة مجموعة الثمانية في يونيو 2004 في طبعتها الثلاثين، يدل على العلاقة المتنامية بين الولايات المتحدة والجزائر. ومنذ هجمات 11 سبتمبر 2001 في الولايات المتحدة تكثفت الاتصالات في المجالات الرئيسية ذات الاهتمام المشترك بما في ذلك تطبيق القانون والتعاون في مكافحة الإرهاب. أدانت الجزائر علنا الهجمات الإرهابية على الولايات المتحدة، وكانت داعمة بقوة للحرب الدولية ضد الإرهاب. وتتشاور الولايات المتحدة والجزائر عن كثب بشأن القضايا الدولية والإقليمية الرئيسية. وقد تسارعت وتيرة ونطاق الزيارات الرفيعة المستوى.

## تاريخها

### فترة الإستعمار
الجزائر والولايات المتحدة لديهما تاريخ طويل من العلاقات الايجابية. فأقدم مستوطنة دائمة أنشأها الأوروبيون في الولايات المتحدة (في فلوريدا، التي تأسست في 1563)، سميت باسم شخصية في التاريخ الجزائري: القديس أوغسطين. سميت المدينة سانتا مونيكا وهي أم القديس أوغسطين. كذلك مدينة القادر في ولاية ايوا التي سميت باسم الأمير عبد القادر هي من بين المدن في الولايات المتحدة التي سميت بالعربية.

دفعت القوى البحرية الأوروبية الجزية المطالب بها من طرف حكام الدول في شمال أفريقيا لمنع الهجمات على سفنها من قبل الجاهديين البحريين. وبسسب عدم تغطية المدفوعات البريطانية الجزية بعد الثورة الأمريكية، تم الاستيلاء على السفن التجارية التابعة للولايات المتحدة وأسر البحارة في السنوات التي تلت الاستقلال. وفي عام 1794، خصص كونغرس الولايات المتحدة أموالا لبناء السفن الحربية لمواجهة تهديد المجاهدين البحريين في البحر الأبيض المتوسط. وعلى الرغم من الاستعدادات البحرية، أبرمت الولايات المتحدة معاهدة مع إيالة الجزائر في عام 1797 على غرار باقي الإيالات العثمانية في شمال إفريقيا، وضمان دفع جزية تبلغ 10 ملايين دولار على مدى اثني عشر عاما في مقابل حماية سفن الشحن الأمريكية. وبلغت مدفوعات الجزية للدول التي  تعتمد على المجاهدين البحريين 20 في المائة من الإيرادات السنوية لحكومة الولايات المتحدة في عام 1800.

### الفترة الإستعمارية
تحولت الحروب النابليونية في أوائل القرن التاسع عشر من خلال القوة البحرية إلى محاولة لقمع ما يدعى بالقرصنة البحرية. عند انقضاء معاهدات السلام في 1815 وجدت الجزائر نفسها في حرب مع إسبانيا وبروسيا، روسيا، الدانمارك، ونابولي. في مارس من تلك السنة إندلعت حرب البربر الثانية، والتي قام فيها الكنغرس الأمريكي بالتصريح بشن الهجمات البحرية ضد الولايات العثمانية، والدول الإسلامية المستقلة في تلك المنطقة، الجزائر وتونس وطرابلس. أرسل العميد البحري ستيفن ديكاتور أسطول يتكون من عشر سفن حربية لضمان حماية سفن الشحن الأمريكية ولإنهاء دفع الجزية. بعد أسر مجموعة من المجاهدين البحريين  وأطقمهم، أبحر ديكاتور نحو ميناء الجزائر، وقام بالتهديد بالهجوم على المدينة، ومنه تم التوصل إلى اتفاقية التي وافق فيها الداي على وقف أخذ الجزية من السفن الأمريكية، وكذلك دفع تعويضات للأضرار التي تتعرض لها السفن الأمريكية وكذلك إطلاق سراح الأسرى الأمريكيين بدون فدية، وكذلك عدم التعرض مرة أخرى للسفن الأمريكية من طرف البحارة الجزائريين. إتجه ديكاتور نحو تونس محاولا فرض اتفاقية مماثلة هناك لكن الداي رفض. في السنة التي تلتها، أسطول إنجليزي هولندي، أمر من طرف العميد البريطاني فيسكونت إكسموث بقصف الجزائر لمدة تسع ساعات. قام الهجوم بإعاقة الكثير من المجاهدين البحريين وحصل منه على اتفاقية ثانية التي تم من خلالها تأكيد الشروط التي فرضت من قبل ديكاتور. كذلك، فقد وافق الداي على إنهاء إستعباد المسيحيين في دمشق، زعيم المقاومة في الجزائر الأمير عبد القادر الجزائري قام بإنقاذ حياة الكثير من المسحيين الذين كانوا عرضة للإعدام ومن بينهم موظفي القنصلية الأمريكية. قام الرئيس لينكولن بتكريم الأمير عبد القادر كإنسان عظيم وذلك نتيجة للعمل الذي قام به.
قامت إدارة أيزنهاور بإعطاء الأجهزة العسكرية إلى فرنسا أثناء احتلالها للجزائر. رغم ذلك، تأتمن فرنسا نوايا الولايات المتحدة خصوصا في منطقة المغرب، كذلك للعلاقات الوطيدة مع المغرب وتونس البلدين الذين حصلا على الاستقلال. الولايات المتحدة حاولت موازنة الوضع القائم  مع الجزائر بدون عزل فرنسا. قام الأفلان بمناشدة الولايات المتحدة وذلك لدعم استقلال الجزائر.

## الوقت الحاضر

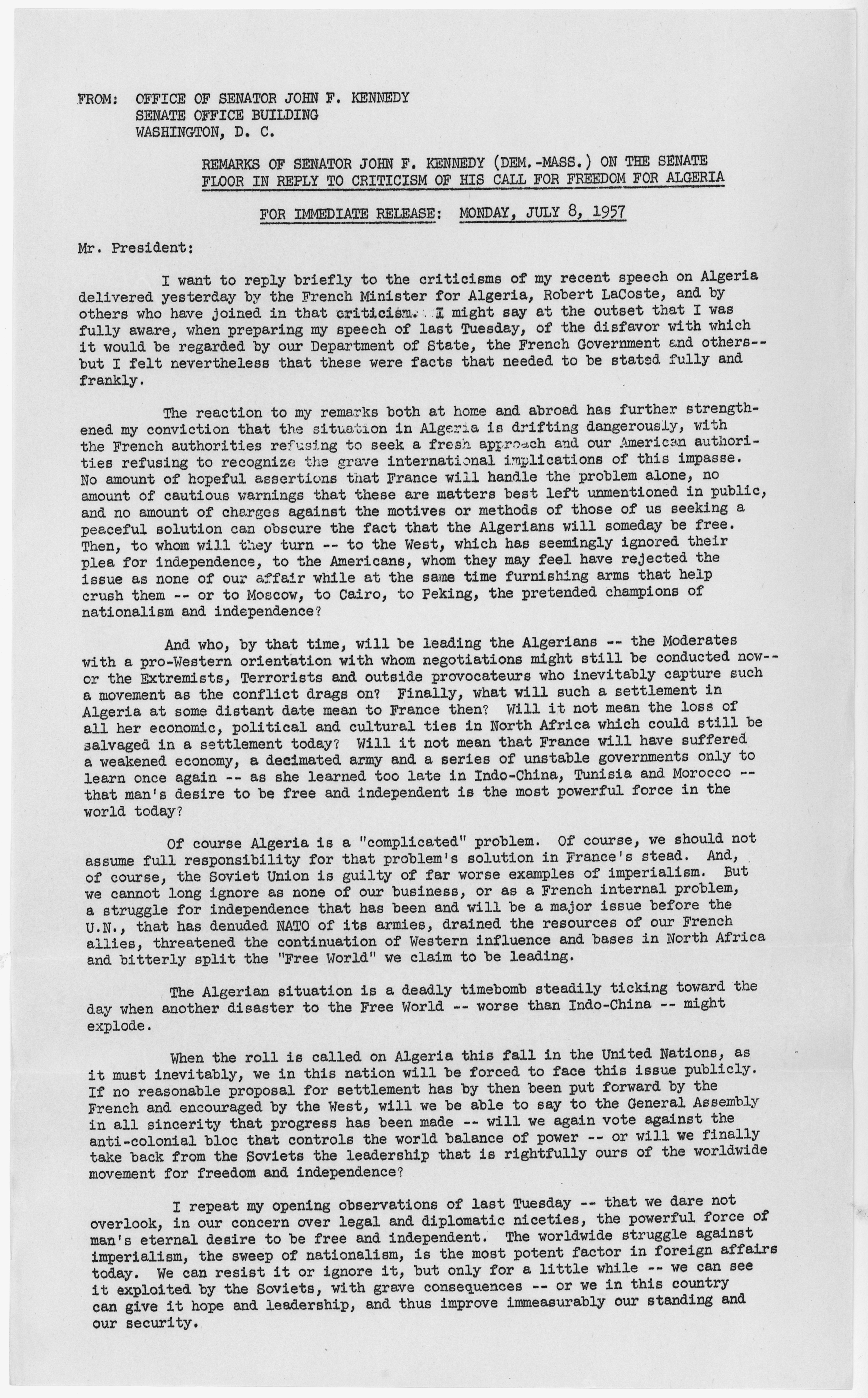
ملاحظات السيناتور جون إف. كيندي على أرضية مجلس الشيوخ الأمريكي ردا على انتقاده لدعمه لإستقلال الجزائر

### ما بعد الاستقلال
الجزائر والولايات المتحدة لهما علاقة معقدة نوعا ما مع ذلك تحسنت العلاقات سياسيا واقتصاديا. عندما كان جون كينيدي لا يزال عضوا في مجلس الشيوخ، كذلك تحدث عن تأييده لإستقلال الجزائر لصحيفة نيويورك تايمز في 2 يوليو 1957. وخلال فترة رئاسته هنأ كينيدي الجزائر بعد حصولها على الاستقلال عن فرنسا عام 1962. زار الرئيس بن بلة الرئيس كينيدي في 15 أكتوبر 1962، قبل يوم واحد من بدء أزمة الصواريخ الكوبية. ومع ذلك، إنقطعت العلاقات الدبلوماسية في عام 1967 بسبب الحرب العربية الإسرائيلية، لأن الجزائر دعمت الدول العربية في حين أن الولايات المتحدة كانت على الجانب الإسرائيلي. تمكن الرئيس نيكسون من استعادة العلاقات، وقام الرئيس بومدين بزيارة الولايات المتحدة يوم 11 أبريل 1974.
وخلال أزمة الرهائن الإيرانية، ساهمت الجزائر في التفاوض بين الولايات المتحدة وإيران. وقعت الجزائر على التصريحات في 19 يناير 1981. حيث أطلقت إيران سراح 52 رهينة أميركية في العشرين من يناير 1981.

### 9/11
بعد الهجوم الإرهابى على مركز التجارة العالمي يوم 11 سبتمبر 2001، كانت الجزائر من أول الدول التي تقدم دعمها للولايات المتحدة وتواصل القيام بدورها الرئيسى في مكافحة الإرهاب. وهي تعمل منذ ذلك الحين بشكل وثيق مع الولايات المتحدة للقضاء على الإرهاب. كما جعلت الولايات المتحدة من الجزائر «دولة محورية» في الحرب ضد الإرهاب. وقد سمحت الجزائر في إحدى الاتفاقيات الرئيسية بين البلدين للولايات المتحدة باستخدام مطار في جنوب الجزائر لنشر طائرات مراقبة. كانت الولايات المتحدة أكثر حيادا على انتهاكات الحكومة السياسية والمدنية للحكومة الجزائرية. وكذلك الجزائر مستمرة في قيادة المعركة ضد الإرهاب في أفريقيا.

### منتصف 2000- الآن
وفي أغسطس 2005، ترأس رئيس لجنة العلاقات الخارجية في مجلس الشيوخ الأمريكي آنذاك، السناتور ريتشارد لوجار، وفدا للإشراف على الإفراج عن 404 أسرى حرب مغاربة آخرين تحتجزهم جبهة البوليساريو في الجزائر. وأزال الإفراج عنهم عقبة ثنائية طويلة الأمد بين الجزائر والمغرب.
وفي أبريل 2006، إلتقى وزير الخارجية آنذاك بجاوي مع وزيرة الخارجية الأمريكية كونداليزا رايز.

الوجود الرسمي الأمريكي في الجزائر توسع بعد أكثر من عقد من المجندين المحدودين، مما يعكس التحسن العام في البيئة الأمنية. خلال السنوات الثلاث الماضية، انتقلت السفارة الأمريكية نحو المزيد من العمليات العادية وتوفر الآن معظم خدمات السفارة للمجتمع الأمريكي والجزائري.
رحب الرئيس بوتفليقة بانتخاب الرئيس باراك أوباما وقال إنه سيكون سعيدا بالعمل معه على تعزيز التعاون بين البلدين. وتتجلى علاقات التعاون بين الجزائر والولايات المتحدة في عدد وتواتر الزيارات الرفيعة المستوى التي يقوم بها المسؤولون المدنيون والعسكريون في كلا البلدين. دخلت العلاقات الجزائرية والأمريكية مرحلة دينامية جديدة. حيث تتميز العلاقات الوثيقة بين البلدين بقضايا إقليمية ودولية محل اهتمام مشترك، فإن العلاقات بين البلدين تحدد أيضا من حيث أهمية ومستوى تعاونهما في المجال الإقتصادى. وقد إرتفع عدد الشركات الأمريكية العاملة بالفعل أو التي تستكشف المشاريع التجارية في الجزائر بصورة ملحوظة على مدى السنوات القليلة الماضية، مما يعكس تزايد الثقة في السوق والمؤسسات الجزائرية. كما قام كبار ضباط الجيش الجزائري، بمن فيهم رئيس أركان الجيش، والأمين العام لوزارة الدفاع (الجزائر)، بزيارات رسمية إلى الولايات المتحدة. وقد إستضافت الجزائر زيارات للبحرية الأمريكية وخفر السواحل وإشتركت مع الولايات المتحدة في المناورات البحرية المشتركة للناتو. وأدى تزايد مستوى التعاون والتبادل بين الجزائر والولايات المتحدة إلى إبرام اتفاقات ثنائية في مجالات عديدة منها الاتفاق المتعلق بالتعاون العلمي والتكنولوجي الذي تم التوقيع عليه في يناير 2006. كما أبرم اتفاق بين حكومة الجزائر وحكومة الولايات المتحدة الأمريكية، ودخلت حيز النفاذ في 1 نوفمبر 2009، والتي تم بموجبها تمديد الصلاحية القصوى لعدة فئات من التأشيرات الممنوحة للمواطنين الجزائريين القادمين إلى الولايات المتحدة إلى 24 شهرا. كما سيتم قريبا التوقيع على معاهدة لتبادل المساعدة القانونية واتفاقية تعاون جمركي.
وفي 20 يناير 2013، أصدرت وزارة خارجية الولايات المتحدة تحذيرا بالسفر لمواطني الولايات المتحدة لبلد الجزائر ردا على أزمة الرهائن بعين أميناس.

وقد أعلنت الجزائر أنها تكرس جهودها للحفاظ على علاقاتها الجيدة مع الولايات المتحدة في يوليو 2016.
في فراير 2024 عين الرئيس الأمريكي جو بايدن نائب وزير الخارجية الأمريكي لشؤون شمال أفريقيا، جوشوا هاريس، سفيرا جديدا لدى الجزائر، خلفا للسفيرة إليزابيث مور أوبين، التي شغلت هذا المنصب منذ 9 فبراير من عام 2022. في السياق الذي ترى فيه إدارة بايدن أن الوقت مناسب لدفع الجزائر للخروج من المنطقة الضيقة التي تحاول من خلالها لعب دور الطرف البعيد عن الصراع، والجلوس من أجل التفاوض لطي النهائي لملف الصحراء.

## زيارات القادة الجزائريين للولايات المتحدة

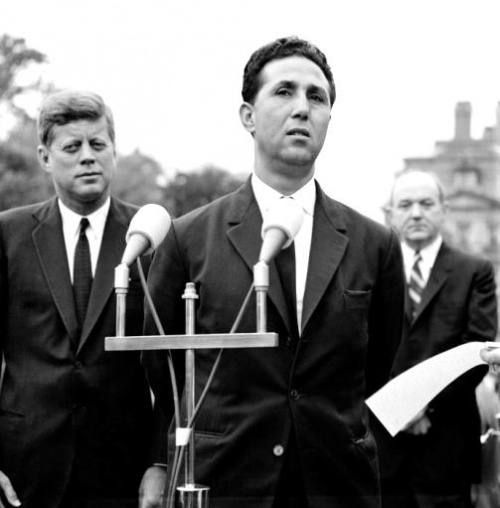
زيارة بن بلة إلى البيت الأبيض يوم 11 أبريل 1962

زار القادة الجزائريون الولايات المتحدة سبع مرات. بدأت الزيارة الأولى في الفترة من 14 إلى 15 أكتوبر عام 1962 عندما توقف الرئيس بن بلة في العاصمة واشنطن. وقد زار الرئيس بومدين واشنطن خصوصًا وإلتقى نيكسون في 11 أبريل 1974. وكذلك الرئيس الشاذلي بن جديد الذي زار الولايات المتحدة من 16-22 أبريل 1985. وكان الرئيس عبد العزيز بوتفليقة قد زارها من 11 إلى 14 يوليو 2001 و5 نوفمبر 2001 و9-10 يونيو 2004. وحضر رئيس الوزراء عبد المالك سلال قمة القادة الأمريكيين-الأفارقة في 5 و6 أغسطس / آب 2016.

## التجارة
في عام 2006، بلغ إجمالي الاستثمارات الأمريكية المباشرة في الجزائر 5.3 مليار دولار، معظمها في قطاع البترول، والتي تهيمن عليها الشركات الأمريكية. كما تنشط الشركات الأمريكية في مجالات الخدمات المصرفية والمالية والخدمات والمستحضرات الصيدلانية والمرافق الطبية والاتصالات والطيران وتحلية مياه البحر وإنتاج الطاقة وقطاعات تكنولوجيا المعلومات. وتعد الجزائر ثالث أكبر سوق في الولايات المتحدة في منطقة الشرق الأوسط وشمال أفريقيا. وبلغت قيمة الصادرات الأمريكية إلى الجزائر 1.2 مليار دولار في عام 2005، أي بزيادة قدرها أكثر من 50٪ منذ عام 2003. وإرتفعت الواردات الأمريكية من الجزائر من 4.7 مليار دولار في عام 2002 إلى 10.8 مليار دولار في عام 2005، خاصة في النفط والغاز الطبيعي المسال. وفي مارس 2004، حدد الرئيس بوش الجزائر كبلدا مستفيد من المعاملة الخالية من الرسوم بموجب نظام الأفضليات المعمم (GSP).
وفي يوليو 2001، وقعت الولايات المتحدة والجزائر اتفاقا في إيطار التجارة والإستثمار، أسس مبادئ مشتركة تقوم على أساسها العلاقة الاقتصادية وتشكل منبرا للتفاوض بشأن معاهدة الإستثمار الثنائية واتفاق التجارة الحرة، وتجتمع الحكومتان بشكل مستمر لمناقشة سياسات وفرص التجارة والإستثمار لتعزيز العلاقات الاقتصادية. وفي إطار الشراكة الاقتصادية بين الولايات المتحدة وشمال أفريقيا، قدمت الولايات المتحدة حوالي مليون دولار في شكل مساعدة تقنية إلى الجزائر في عام 2003. ودعم هذا البرنامج وشجع برنامج الإصلاح الاقتصادي في الجزائر، وشمل الدعم لمفاوضات الانضمام لمنظمة التجارة العالمية، وتحسين مناخ الاستثمار. وفي عام 2003، تم إطلاق برامج أوسناب (USNAEP) في مبادرة لتنشيط  الشراكة في الشرق الأوسط، التي توفر التمويل لبرامج التنمية السياسية وا القتصادية في الجزائر.

## العسكرية
وما زال التعاون بين الجيشين الجزائري والأمريكي ينمو. من خلال المبادلات المتكررة بين الجانبين، وإستضافت الجزائر كبار المسؤولين العسكريين الأمريكيين. وفي مايو 2005، أجرت الولايات المتحدة والجزائر أول حوار عسكري مشترك رسمي بينهما في واشنطن العاصمة. عقد الحوار العسكري المشترك الثاني في الجزائر العاصمة في نوفمبر 2006. زار القائد الأعلى للقوات المتحالفة في الناتو وأوروبا والقيادة الأوروبية الأمريكية الجنرال جيمس أل. جونز الجزائر في يونيو وأغسطس 2005، ثم زار وزير الدفاع دونالد رامسفيلد الجزائر في فبراير 2006. وأجرت الولايات المتحدة والجزائر أيضا تدريبات ثنائية للقوات البحرية والقوات الخاصة، وإستضافت الجزائر زيارات سفن تابعة للبحرية الأمريكية وخفر السواحل. ولدى الولايات المتحدة برنامج للتعليم والتدريب العسكري الدولي (000 824 دولار في السنة المالية 2006) لتدريب العسكريين الجزائريين في الولايات المتحدة، وتشارك الجزائر في شراكة مكافحة الإرهاب عبر الصحراء. 
أقامت وزيرة الخارجية حوارا إستراتيجيا مع وزير الخارجية الجزائري في أبريل 2015. وبالإضافة إلى ذلك، قام نائب وزير الخارجية بزيارة للجزائر في يوليو 2016.

## التعليم والثقافة

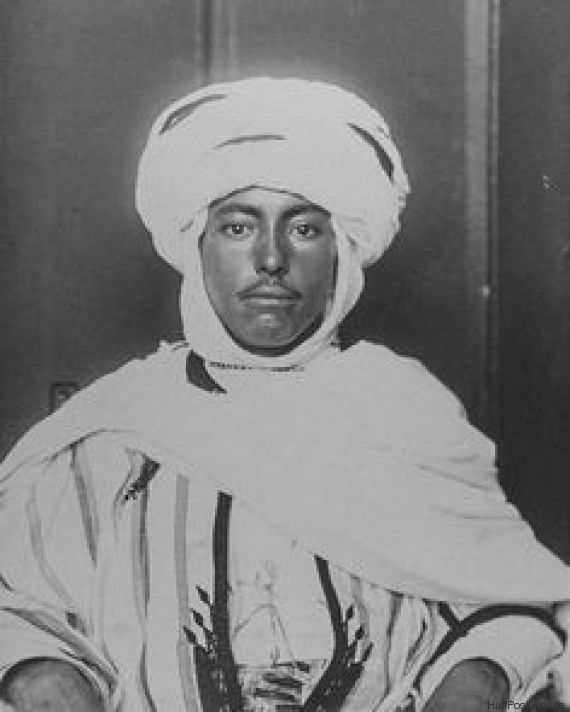
صورة تظهر أول مهاجر جزائري لأمريكا سنة 1892

بدأ أول تعاون بين الولايات المتحدة والجزائر في مجال التعليم في عام 1959 عندما تعاون معهد التعليم الدولي مع الجمعية الوطنية للطلاب في عام 1959 لحث الطلاب الجزائريين على الدراسة في الولايات المتحدة. بعد الاستقلال، أنشأت معهد الهندسة الكهربائية والإلكترونيات (إينليك) المعهد الوحيد في شمال أفريقيا الذي يستخدم الطريقة الأنجلوسكسونية في التدريس. وقد نفذت الولايات المتحدة برامج متواضعة في مجال الربط بين الجامعات، وقد وضعت اثنين من البرامج في اللغة الإنجليزية، أولهما منذ عام 1993، مع وزارة التعليم للمساعدة في تطوير دورات اللغة الإنجليزية كلغة ثانية في مركز بن عكنون للتدريب. وفي عام 2006، تلقت الجزائر مرة أخرى منحة في إطار صندوق السفراء لحفظ الثقافة. وقدم هذا الصندوق منحة قدرها 106.110 دولار لترميم مسجد الباشا في وهران. كما تلقت الجزائر منحة قدرها 80 ألف دولار لتمويل المنح الصغيرة لتصميم وتنفيذ برنامج أمريكي باللغة الإنجليزية لطلاب المدارس الثانوية الجزائرية في أربع مدن رئيسية.
وقد تم تخصيص التمويل الأولي من خلال مبادرة الشراكة الشرق أوسطية (MEPI) لدعم عمل المجتمع المدني النامي في الجزائر من خلال البرامج التي تقدم التدريب للصحفيين ورجال أعمال والمشرعين ومنظمي الإنترنت، ورؤساء المنظمات غير الحكومية الرائدة. وسيساعد التمويل الإضافي من خلال صندوق حقوق الإنسان والديمقراطية التابع لوزارة الخارجية الأمريكية مجموعات المجتمع المدني التي تركز على قضايا المفقودين، والإسلام والديمقراطية. 

## السفارات

### السفارة الأمريكية
افتتحت سفارة الولايات المتحدة رسميا في الجزائر في 29 سبتمبر 1962، بعد وقت قصير من استقلال الجزائر. قبل الاستقلال كانت الولايات المتحدة الأمريكية ممثلة من قبل القنصل العام في الجزائر العاصمة.بعد قطع العلاقات الدبلوماسية في عام 1967 كانت الولايات المتحدة ممثلة في قسم رعاية المصالح الأميركية في السفارة السويسرية بالجزائر العاصمة.و في 12نوفمبر1974 استأنفت العلاقات الدبلوماسية بين البلدين.وقد حافظت الولايات المتحدة على علاقات ودية مع الجزائر أثناء الاضطرابات السياسية التي شهدنها السنوات الأخيرة، ولا تزال تسعى إلى توطيد العلاقات الاقتصادية والسياسية. وكانت الجزائر طرفا فعالا في الحرب ضد الإرهاب، وتعاونها مع الولايات المتحدة ما زال في تطور مستمر.
تقع سفارة الولايات المتحدة الأمريكية في الجزائر عند طريق 4 الشيخ البشير الإبراهيمي، الجزائر العاصمة.

### السفارة الجزائرية
تقع سفارة الجزائر في الولايات المتحدة عند 2118 طريق كالوراما، واشنطن.

## المسؤولون الجزائريون في سفارة الولايات المتحدة

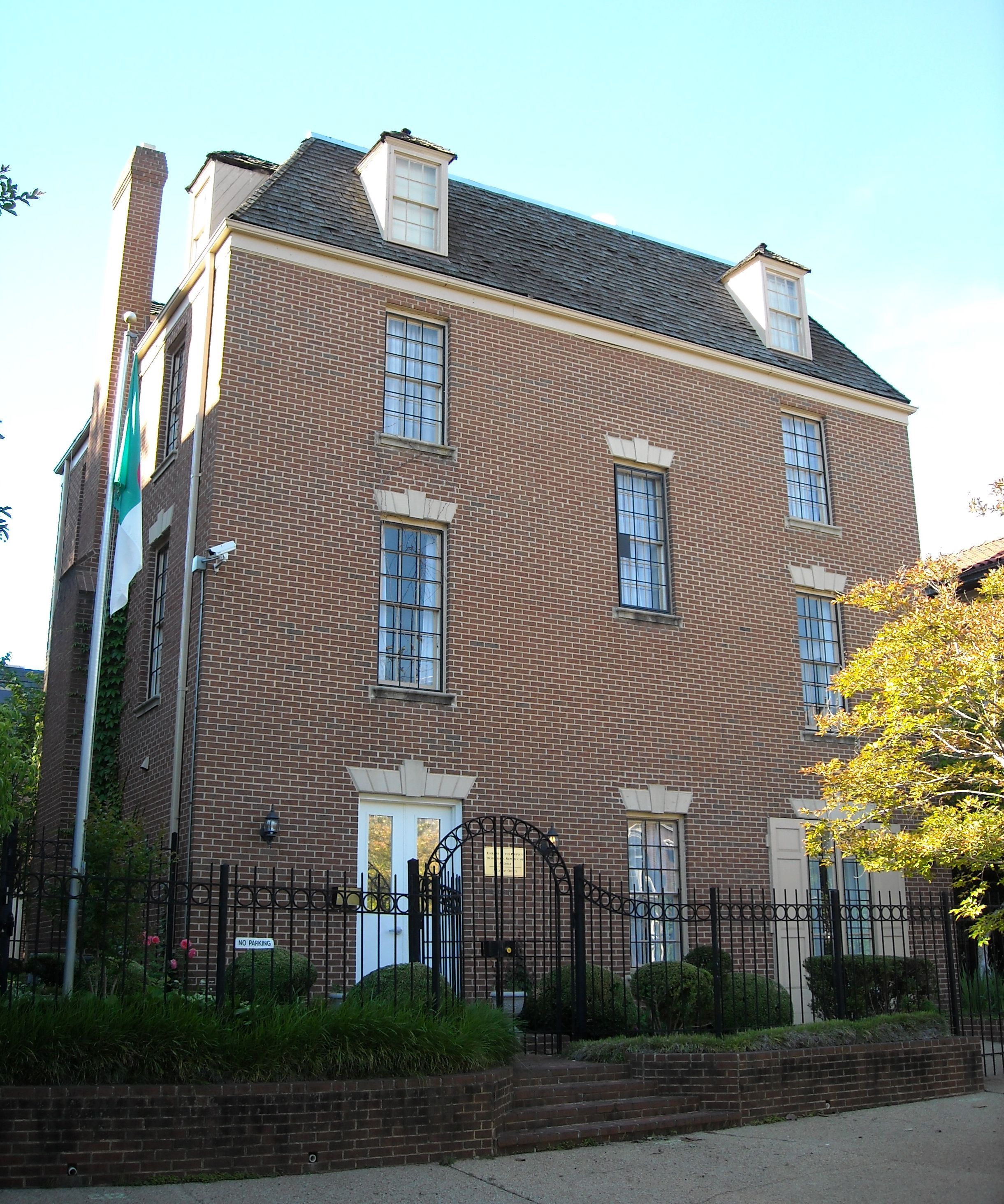
سفارة الجزائر في العاصمة واشنطن في الولايات المتحدة.

- السفير- مجيد بوقرة[22]

## المسؤولون الأمريكيون في سفارة الجزائر
- جوشوا هاريس
- السفير- جون ب ديروشر.[23]
- نائب رئيس البعثة – لورانس راندولف.[24]